# 阿波舌天竺鯛
阿波舌天竺鯛（學名：Glossamia abo），為輻鰭魚綱鈎頭魚目天竺鯛科舌天竺鯛屬下的一個種，分布於西太平洋巴布亞紐幾內亞淡水流域，棲息水生植物生長的靜止或緩慢流動的淡水溪流、潟湖，夜間活動，屬肉食性，主要是小型甲殼類動物、昆蟲和較小的魚類為食，繁殖期時，雄魚具有口孵習性，卵約7日化成仔魚，由雄魚吐出，具短暫的仔魚飄浮期，生活習性不明。